# Parafia św. Michała Archanioła w Cannes
Parafia św. Michała Archanioła – prawosławna, etnicznie rosyjska parafia w Cannes. Należy do dekanatu Francji południowo-wschodniej Arcybiskupstwa Zachodnioeuropejskich Parafii Tradycji Rosyjskiej Patriarchatu Moskiewskiego.
Parafia została erygowana po wzniesieniu cerkwi w Cannes, wyświęconej w 1894. Językami liturgicznymi parafii są cerkiewnosłowiański oraz francuski. Nabożeństwa są celebrowane według kalendarza juliańskiego.

## Historia
W 1923 parafia przyłączyła się do eparchii genewskiej i zachodnioeuropejskiej Rosyjskiego Kościoła Prawosławnego poza granicami Rosji. Pozostawała w niej do 2001, gdy administrujący nią biskup Barnaba wypowiedział posłuszeństwo nowo wybranemu metropolicie Kościoła Ławrowi, popierając metropolitę Witalisa (Ustinowa) i nowo powołany przez niego do życia Rosyjski Kościół Prawosławny na Wygnaniu.
Rosyjski Kościół Prawosławny poza granicami Rosji nadal uważał jednak parafię w Cannes za swoją część, co poparła część parafian. W 2006 biskup Barnaba wycofał swoją przynależność do Rosyjskiego Kościoła Prawosławnego na Wygnaniu, jednak parafia w Cannes podzieliła się ponownie, tym razem na zwolenników i przeciwników zjednoczenia Cerkwi poza granicami Rosji z Patriarchatem Moskiewskim. Ta druga grupa doprowadziła do zmiany proboszcza parafii i ogłosiła wyjście cerkwi spod dotychczasowej jurysdykcji.
W latach 2006–2007 Synod Biskupów Rosyjskiego Kościoła Prawosławnego poza granicami Rosji prowadził działania na rzecz zakończenia konfliktu w parafii, jednak biskupowi Barnabie nie udawało się zjednoczenie parafian. 20 grudnia 2006 Synod potwierdził przynależność parafii do eparchii genewskiej i zachodnioeuropejskiej i polecił biskupowi Genewy Michałowi zajęcie się sprawą. W tym samym momencie część parafian sprzeciwiających się zjednoczeniu ogłosiła przejście pod jurysdykcję Rosyjskiego Kościoła Prawdziwie Prawosławnego. Sam budynek cerkwi pozostał jednak własnością Rosyjskiego Kościoła Prawosławnego poza granicami Rosji, który ostatecznie nadał parafii status stauropigialnej placówki duszpasterskiej (tj. pod bezpośrednim zarządem metropolitalnym). W maju 2014 r. parafia przyjęła jurysdykcję Zachodnioeuropejskiego Egzarchatu Parafii Rosyjskich, podlegającego Patriarchatowi Konstantynopolitańskiemu. Po likwidacji egzarchatu (2018) parafia powróciła w jurysdykcję Patriarchatu Moskiewskiego, wchodząc w skład utworzonego jesienią 2019 r. Arcybiskupstwa Zachodnioeuropejskich Parafii Tradycji Rosyjskiej.